# Arnold Rikli
Arnold Rikli (Wangen an der Aare, 13 febbraio 1823 – Sankt Thomas, 30 aprile 1906) è stato un medico svizzero detto "dottore del sole".
Come naturopata è ideatore del concetto di dinamismo nella cura, ottenibile tramite bagni di sole e vapore e il camminare a piedi nudi nell'erba ed è considerato uno dei precursori del naturismo.

## Biografia
Rikli nacque in una ricca famiglia svizzera, quarto di dieci figli. Suo padre era un uomo influente, attivo nella politica e proprietario di una fabbrica. Desiderando che i figli seguissero le sue orme, mandò Arnold e i suoi fratelli Karl e Rudolf nel villaggio di Jezernica (in tedesco Seebach), vicino a Klagenfurt, nell'allora Ducato di Carinzia, dove fondarono una nuova conceria. Tuttavia, Arnold si ammalò gravemente a causa del contatto con sostanze chimiche: sviluppò una pleurite e probabilmente anche la dissenteria.
Nel 1852 si recò a Bled, nell'attuale Slovenia, per cercare sollievo. L’aria fresca, l’acqua e il clima contribuirono al suo recupero. Affascinato dalle risorse naturali del luogo, si trasferì definitivamente a Bled nel 1854, e nel 1855 fondò l’Istituto naturale di cura per il trattamento atmosferico (Naturheilanstalt für atmosphärische Cur).

## Metodo di cura
Rikli abbandonò l’attività di famiglia e iniziò a sviluppare un proprio metodo di trattamento naturale, basato sull'influenza combinata degli elementi naturali: luce solare, aria fresca, acqua pulita, attività fisica regolare e alimentazione semplice. Gli ospiti soggiornavano in capanne di legno aperte all’aria, camminavano con abiti leggeri (tipicamente pantaloni e camicie di lino), e si esponevano a docce fredde, bagni brevi e al sole.
Poiché erano vestiti in modo modesto, la popolazione locale li descriveva come "nudi", anche se non erano mai completamente spogliati. Il famoso motto di Rikli era: “L’acqua è buona, l’aria è ancora meglio, ma la luce è la migliore.”
Progettò numerosi percorsi escursionistici di diversa difficoltà, tra cui il sentiero verso la collina di Straža, che oggi ospita una pista da sci invernale, una pista da slittino estiva e un sentiero fitness.

## Lingua e cultura
Per lungo tempo si è ritenuto che Rikli non parlasse lo sloveno. Tuttavia, secondo il ricercatore Vojko Zavodnik, autore del libro Po sledeh Arnolda Riklija (“Sulle tracce di Arnold Rikli”), questa supposizione è errata. Il libro, basato su lettere e documenti inediti, dimostra che Rikli scriveva istruzioni in sloveno per i suoi dipendenti. Tuttavia, poiché la maggioranza dei suoi ospiti proveniva da paesi di lingua tedesca, l’uso pubblico prevalente era il tedesco, anche per i cartelli nell’istituto e nei dintorni. Era soprannominato "lo Svizzero" e "il medico del sole".

## Eredità
L’Istituto di Rikli a Bled divenne uno dei più rinomati centri europei di medicina naturale nel XIX secolo. Arnold Rikli è oggi riconosciuto come uno dei pionieri del turismo sanitario e dell’approccio naturale alla salute.
Visse e operò a Bled fino alla sua morte nel 1906.

## Opere
Arnold Rikli scrisse diverse opere in cui illustrava i principi teorici e pratici del suo metodo di cura, basato su bagni d’aria, sole e vapore. Le sue pubblicazioni rappresentano un contributo importante allo sviluppo della medicina naturale e documentano l’ampio spettro di attività del suo centro terapeutico a Bled.
Cinque delle sue opere principali, pubblicate tra il 1872 e il 1894, sono conservate presso la Biblioteca nazionale e universitaria di Lubiana. Tutti i volumi sono stampati su carta di pasta di legno altamente fragile. Appartengono al cosiddetto “gruppo d’argento”, che include incunaboli, stampe antiche e manoscritti preziosi. Sono considerate tra le unità più rare della collezione nazionale della biblioteca, poiché nessun altro esemplare è noto in Slovenia.
Le opere sono:
- Rikli's Bett- und Theildampfbäder, 3ª edizione riveduta, 1872
- Rikli's Bett- und Theildampfbäder, 4ª edizione riveduta, 1889
- Die Grundlehren der Naturheilkunde (titolo originale: Allgemeine Curregeln), con particolare attenzione alla cura atmosferica, edizione riveduta, 1890
- Die atmosphärische Kur oder das Lichtluftbad und das Sonnenbad und die Sonne der schärfste Diagnostiker und Prognostiker, 4ª edizione riveduta, 1894
- Die atmosphärische Cur oder die Sonne der schärfste Diagnostiker und Prognostiker, estratto dalla Zeitschrift für Gesundheitspflege und Naturheilkunde, Berlino

## Contributo al turismo sanitario in Slovenia
Sebbene i primi visitatori di Bled fossero probabilmente pellegrini diretti al santuario mariano sull’isola, fu Arnold Rikli a riconoscere per primo il potenziale del luogo come destinazione per una lunga stagione balneare. Realizzò stabilimenti balneari, sentieri per passeggiate ed escursioni, e strutture ricettive.
Nel 1895 costruì un bagno in legno in stile svizzero e un Istituto sanitario nei pressi dell'attuale Hotel Park (allora noto come Kazina), dove stabilì il suo ambulatorio e altri spazi per le cure. Quando i suoi successi divennero noti a livello internazionale, Bled iniziò ad attirare visitatori da tutta Europa. Nel 1899 fu costruito un nuovo stabilimento balneare più grande per rispondere alla crescente domanda.
L’arrivo della ferrovia Tarvisio-Lubiana e l'apertura della stazione di Lesce nel 1870 resero Bled ancora più accessibile. Nel 1903, alla fiera internazionale delle località termali di Vienna, Bled ricevette una medaglia d’oro, e nel 1906 fu ufficialmente classificato come centro turistico dell’Impero austro-ungarico.
L’Istituto naturale di Rikli operò fino allo scoppio della prima guerra mondiale, dopodiché cessò gradualmente le attività.

## Eredità e memoria
Nel Parco termale di Bled, i suoi sostenitori gli dedicarono un monumento in occasione del 50° anniversario della sua attività. Le sue metodologie proseguono ancora oggi in forma moderna all’interno dell’Hotel Golf, attraverso programmi medico-rigenerativi ispirati al suo approccio. Ogni anno, all'inizio di luglio, si svolgono anche le Giornate sportive di Rikli, con camminate e corse lungo i suoi sentieri terapeutici per onorare la sua memoria.

## Villa Rikli
La Villa Rikli, oggi protetta come monumento culturale, è strettamente legata alle origini del turismo sanitario in Slovenia. Conosciuta all’epoca come Kursalon, serviva come sede centrale dell’Istituto naturale, destinata a incontri sociali, attività terapeutiche e gestione sanitaria.
Dopo la morte di Rikli e il passaggio a una nuova epoca, l’edificio venne chiamato semplicemente Villa Rikli. Simbolo della medicina naturale e della terapia atmosferica, rappresenta un approccio pionieristico che influenzò lo sviluppo del turismo curativo a Bled.
Dopo decenni di abbandono e problematiche legate alla proprietà, nel dicembre 2024 la villa è stata acquistata dall'imprenditore sloveno Tim Mitja Zagar, che ha annunciato un progetto di restauro completo in linea con il suo valore storico e culturale.